# Eilema apricina
Eilema apricina är en fjärilsart som beskrevs av Felix Bryk 1948. Eilema apricina ingår i släktet Eilema och familjen björnspinnare. Inga underarter finns listade i Catalogue of Life.